# Mesjid Geuleudieng
Mesjid Geuleudieng is een bestuurslaag in het regentschap Pidie van de provincie Atjeh, Indonesië. Mesjid Geuleudieng telt 203 inwoners (volkstelling 2010).